# Melochia pterocarpa
Melochia pterocarpa är en malvaväxtart som beskrevs av Arenes. Melochia pterocarpa ingår i släktet Melochia och familjen malvaväxter. Inga underarter finns listade i Catalogue of Life.